# José Bascarán y Federic
José Julián de Bascarán y Federic (La Coruña, 5 de septiembre de 1843 – Madrid, 12 de marzo de 1924) fue un militar español. Ocupó diversos altos cargos militares, como el de jefe de la sección de Estado Mayor del Ministerio de la Guerra, teniente general y general de división, o el segundo jefe del Estado Mayor de operaciones en África.

## Orígenes familiares
Era hijo del brigadier Julián Lorenzo de Bascarán y Lascurain (bau. Marquina-Jeméin, 6 de septiembre de 1791) y de su esposa Esperanza de Federic y Miguel o Elena de Federic y Gayoso de los Cobos (bau. Madrid, 3 de abril de 1905 - Madrid, 1882) y hermano de Ángel Bascarán y Federic. Su madre fue hija de Amadeo de Federic y Álvarez de Toledo (15 de febrero de 1755 - 7 de marzo de 1838) y de su esposa Ana Gayoso de los Cobos (1760) y nieta paterna de Carlo de Federic y de su esposa María Antonia Álvarez de Toledo y Fernández de Córdoba (1743), hija de Antonio Álvarez de Toledo y Pérez de Guzmán el Bueno y de su primera esposa Teresa Francisca Fernández de Córdoba y Spinola.

## Biografía
A los 16 años ingresó en la Escuela especial de Estado Mayor, en la que después prestó servicios como profesor, allí obtuvo el número uno de su promoción y fue ascendido a teniente el 6 de julio de 1863.
A los veintiún años, en febrero de 1864, se le confía la educación de los hijos del infante de España Enrique de Borbón y Borbón-Dos Sicilias. Fue ascendido a capitán por su brillante comportamiento en la defensa de la reina Isabel II en la Sublevación del Cuartel de San Gil del día 22 de junio de 1866. En agosto del mismo año fue nombrado profesor de la Escuela del Estado Mayor. Asistió a las operaciones que el general Calonge emprendió en septiembre de 1868 en Santander, mereciendo por su comportamiento, el empleo de comandante del que no le dio posesión el Gobierno Provisional hasta 1871. Posteriormente volvería a ocupar su cátedra en la Escuela, donde algún tiempo después fue ascendido a comandante. Fue entonces cuando escribió sus Lecciones sobre el material de artillería que se debe usar en nuestro ejército, trabajo declarado de texto y por el que se le concedió el grado de teniente coronel.
En marzo de 1884 pasó, como jefe, a la sección de Estado Mayor del Ministerio de la Guerra, en cuyo cargo ascendió a general del cuerpo, y en 1886 tomó posesión del cargo de segundo jefe del Depósito de la Guerra y de la brigada obrera y topográfica, desempeñando este cargo hasta el año 1892. Hasta mayo de 1893, fue también jefe de Estado Mayor del Ministro de Guerra, pasando de este cargo al de jefe del Depósito de la Guerra, y, por último, al de segundo jefe del Estado Mayor del ejército de África.
Hacia 1899, como Jefe de la Sección de Campaña del Ministerio de la Guerra, participó en las gestiones que trataron de enviar algunos agregados militares españoles a la Guerras de los Bóeres en apoyo de Inglaterra.
Falleció el 12 de marzo de 1924 en su residencia de Madrid, cuando ejercía los puestos de jefe interino del Cuarto Militar del rey Alfonso XIII y el de gobernador militar de la provincia militar de Madrid. Fue sepultado en el Sacramental de San Lorenzo y San José, en Madrid.

## Obra
Fue autor de obras como El plan de instrucción militar y la Narración de la guerra carlista o Lecciones sobre el material de artillería que se debe usar en nuestro ejército.

## Condecoraciones
Recibió las condecoraciones de la gran cruz de la Orden de San Hermenegildo, el collar de la Orden de Carlos III, caballero de la Orden de Isabel la Católica, caballero de la Orden del Mérito Militar, caballero de la Orden del Águila Negra y caballero de la Orden del Mérito Naval.

## Matrimonio y descendencia
Se casó en 1862 con Enriqueta de Reyna y Visset-Fernández de Córdoba, hija de José de Reyna, nacido en 1821, general al servicio de España, y de su esposa ... Visset-Fernández de Córdoba, de quien tuvo a: 
- Antonio de Bascarán y Reyna
- Enrique de Bascarán y Reyna (Madrid, enero de 1870 - Biarritz, 11 de octubre de 1870)
- Isabel Amalia María de la O Josefa Nazaria María del Carmen de Bascarán y Reyna (Biarritz, 28 de julio de 1871)
- María de la O de Bascarán y Reyna (Madrid, 15 de marzo de 1872), casada en Madrid el 15 de enero de 1896 con Cristóbal María del Pilar Bordiú y Prat (Anglet, 12 de octubre de 1864/6 - Sabiñán, 17 de diciembre de 1907), padres entre otros de la IX marquesa de Villaverde, XIV condesa de Morata de Jalón, VII condesa de Argillo, baronesa de Gotor, baronesa de Illueca
- María Eugenia de Bascarán y Reyna (1873), segunda esposa de Vicente Augusto Fernández Ferrera
- Jacinto de Bascarán y Reyna (1877 - Tetuán, 3 de septiembre de 1915), militar
- Eduardo de Bascarán y Reyna (? - Madrid, 18 de octubre de 1897)